# Miloslav Zíka
Miloslav Zíka (* 10. října 1927 Doubrava[nepřesný odkaz]) byl český a československý generál ČSLA, politik Komunistické strany Československa, poslanec České národní rady, Sněmovny lidu a Sněmovny národů Federálního shromáždění za normalizace.

## Biografie
V roce 1970 se připomíná na postu náčelníka štábu – 1. zástupce velitele 4. armády. Toho roku byl povýšen na generálmajora. K roku 1981 se profesně uvádí jako zástupce ministra národní obrany ČSSR. V roce 1987 přešel na výrazně méně významný post VLP (vojenský letecký přidělenec) v Polsku.
XVI. sjezd KSČ zvolil Miloslava Zíku za kandidáta Ústředního výboru Komunistické strany Československa. XVII. sjezd KSČ ho ve funkci kandidáta potvrdil.
Zasedal i v zákonodárných sborech. Ve volbách roku 1976 byl zvolen do České národní rady. Ve volbách roku 1981 usedl za KSČ do Sněmovny lidu (volební obvod č. 109 - Znojmo-Třebíč, Jihomoravský kraj). Ve volbách roku 1986 přešel do české části Sněmovny národů (obvod Ostrava I, Severomoravský kraj). Ve Federálním shromáždění setrval do konce roku 1988, kdy „z důvodů dlouhodobého pracovního přidělení do zahraničí“ rezignoval na svůj post.